# Tom Thabane
Thomas Motsoahae "Tom" Thabane (Maseru, 28 de maio de 1939) é um político lesotense que foi primeiro-ministro do Lesoto por duas ocasiões: de 2012 até 2015 e de 2017 até 2020.
Regressou ao cargo de primeiro-ministro em junho de 2017, após eleições legislativas causadas por uma moção de censura ao governo anterior de Pakalitha Mosisili.
Renunciou o cargo em maio de 2020, após ser acusado do assassinato da sua ex-mulher.

## Biografia

### Primeiros Anos
Nascido na capital do Lesoto, Maseru em 1939. Thabane é o mais velho de oito filhos. É formado em Ciências Políticas pela Universidade da África do Sul e em Língua inglesa e Filosofia na Universidade do Botswana. Thabane serviu como Secretário da Saúde no governo de Leabua Jonathan, o segundo Primeiro Ministro do Lesoto, até que os militares derrubaram Jonathan em 1986. Em 1990 Thabane serviu no regime militar sob o general Justin Lekhanya como Ministro do Exterior. Thabane tornou-se consultor do primeiro-ministro Ntsu Mokhehle em 1995. Posteriormente, serviu novamente como Ministro do Exterior no governo do Primeiro Ministro Pakalitha Mosisili de 1998 a 2002. Ocupou ainda as pastas de Ministro de Assuntos Internos e Segurança Pública em 2002; e Ministro de Comunicações, Ciência e Tecnologia em 2004.

### Como Primeiro Ministro
Thabane foi primeiro-ministro do Lesoto de 2012 até 2014 quando um golpe militar o obrigou a buscar exílio na África do Sul. Voltou ao cargo de primeiro-ministro ao derrotar Pakalitha Mosisili em eleição em 2017.

## Acusação de assassinar a esposa
Em 2017, Thabane se separou publicamente da sua esposa Lipolelo Thabane, mas não legalmente. Embora tenha anunciado que Liabiloe Ramoholi (agora conhecida como Maesiah Thabane) era sua esposa, o divórcio judicialmente não havia sido concluído. Thabane foi ao Tribunal Constitucional para declarar Ramoholi como a primeira-dama oficial, em vez de Lipolelo Thabane, mas a corte recusou enquanto o processo do divórcio estava pendente. Dois dias antes de Thabane assumir o segundo mandato como primeiro-ministro, Lipolelo Thabane apareceu, misteriosamente, morta. Em 2019, a polícia de Lesoto anunciou que encontrou o telefone pessoal de Thabane na cena do crime e o convocou para interrogatório.  As investigações trabalhavam com a hipótese de Thabane ter assassinado a sua ex-esposa porque a sua nova esposa queria ser a primeira dama.  Apesar de acusado no Inquérito policial, Thabane goza de Foro especial por prerrogativa de função e só pode ser processado com autorização da Corte Suprema do Lesoto, que até março de 2020 não havia se pronunciado sobre o caso.
Os apoiadores de Thabane questionaram a investigação, alegando que seu líder foi vítima de uma campanha de difamação. Em janeiro de 2020, Thabane anunciou que concordava em renunciar ao cargo de primeiro-ministro. Thabane alegou que estava se demitindo por causa de sua idade e não por causa da investigação. Acusação policial concluiu que Thabane pagou mais de R$ 110 mil aos assassinos de sua primeira esposa em 2017. Contrariando acusação da polícia, o Ministério Público de Lesoto retirou as acusações em 2022, alegando dificuldade em encontrar as testemunhas.